# Herenia Etruscilla
Herenia Etruscylla, Herennia Cupressenia Etruscilla – rzymska cesarzowa, małżonka Trajana Decjusza. 
Pochodziła ze znaczącego rodu etruskiego lub italskiego w Etrurii (jak wskazuje przydomek), była matką sukcesorów: Herenniusza Etruska i Hostyliana. Monety z jej wizerunkiem i w jej imieniu emitowano w latach 249–251. Wobec braku następczyni, po objęciu rządów przez Treboniana Gallusa, mogła dożywotnio zachować nadany jej wcześniej tytuł augusty.